# Ásgeir Ásgeirsson

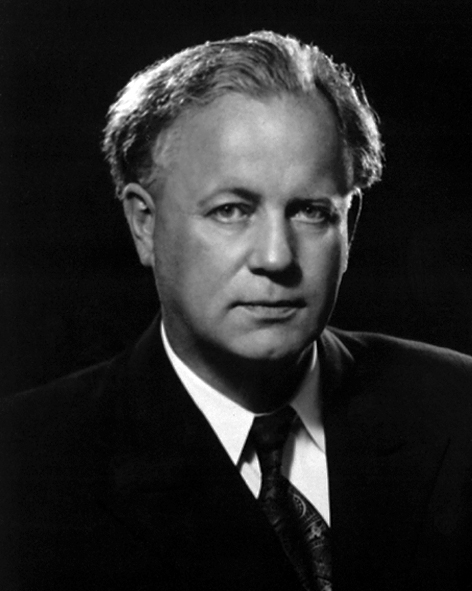
Ásgeir Ásgeirsson

Ásgeir Ásgeirsson, född 13 maj 1894 i Kóranesi á Mýrum, död 15 september 1972 i Reykjavik, var en isländsk politiker; finansminister 1931-1934, statsminister 1932-1934 och president 1952-1968.
Ásgeir Ásgeirsson blev teologie kandidat 1915, var seminarielektor 1919-25, undervisningsdirektör 1925-31 och 1934-38 och bankdirektör från 1938. Han var från 1923 ledamot av alltinget och alltingets talman  1930-31, finansminister 1931-34 och statsminister 1932-1934. Han tillhörde fram till 1934 Framstegspartiet, som han därefter lämnade. Därefter invaldes han i alltinget som politisk vilde, men anslöt sig därefter till socialdemokraterna.